# ترشس
ترشس (به لاتین: Třešť) یک منطقهٔ مسکونی در جمهوری چک است که در شهرستان ییهلاوا واقع شده‌است. ترشس ۵٬۹۲۴ نفر جمعیت دارد.